# Reuzenmierklauwier
De reuzenmierklauwier (Batara cinerea) is een zangvogel uit de familie Thamnophilidae (miervogels).

## Verspreiding en leefgebied
Deze soort komt voor in centraal en zuidoostelijk Zuid-Amerika en telt drie ondersoorten:
- B. c. excubitor: centraal Bolivia.
- B. c. argentina: oostelijk Bolivia, westelijk Paraguay en noordwestelijk Argentinië.
- B. c. cinerea: zuidoostelijk Brazilië en noordoostelijk Argentinië.

## Status
De grootte van de populatie is niet gekwantificeerd maar de soort wordt omschreven als schaars. Op de Rode lijst van de IUCN heeft deze soort de status niet bedreigd.